# Белла, Ахмед бен
Ахмед бен Белла (Мухаммад Ахмад бин Балла, араб. أحمد بن بلّة‎; 25 декабря 1916, Магния, Французский Алжир — 11 апреля 2012, Алжир, Алжир) — алжирский деятель национально-освободительного движения, первый президент Алжира (1963—1965), часто рассматриваемый как «отец алжирской нации».

## Биография

### Ранние годы
Родился в небольшой деревне на западе Алжира в суфийской многодетной мусульманской семье фермера и мелкого предпринимателя. Его старший брат умер от ран, полученных во время Первой мировой войны, во время которой он сражался за Францию; ещё один брат умер от болезни, а третий пропал во Франции в 1940 году, в период правления нацистов.
На момент его рождения Алжир считался неотъемлемой частью Франции. Он посещал школу в Тлемсене, но не смог её окончить. Там впервые узнал о расовой дискриминации. Обеспокоенный враждебностью к мусульманам, выраженной его европейским учителем, он начал раздражаться против империализма и колониализма и критиковал господство французского культурного влияния над Алжиром. В этот период он присоединился к националистическому движению.

### Служба во французской армии
В 1936 году он поступил добровольцем во французскую армию. Это был один из немногих способов социального продвижения для алжирских мусульман в колониальный период, и потому считалось обычным делом. Был отправлен в Марсель, где в 1939—1940 годах играл на позиции центрального полузащитника за футбольную команду «Олимпик». Ему предлагали стать профессиональным футболистом и остаться в команде, но он отказался.
В 1940 году снова поступил в армию и был награждён французским Военным Крестом (фр. Croix de Guerre). После поражения Франции в 1940 году он был демобилизован, но вступил в Первый Марокканский Пехотный Дивизион. Дважды удостаивался Военного креста (Croix de Guerre). За храбрость проявленную в Битве под Монте-Кассино, когда он вытащил раненого офицера в безопасное место, взяв на себя командование своим батальоном. За это он был произведен в ранг прапорщика и награждён Воинской медалью, высшей наградой сил Свободной Франции, непосредственно от Шарля де Голля.
Был представлен к званию офицера, но отказался его принять, узнав о подавлении французскими войсками Алжирского восстания в городе Сетиф и ближайших областях в мае 1945 года. В 1945 году он вступил в Партию алжирского народа, основанную ранее Мессали Хаджем. В 1947 году Ахмед Бен Белла был избран членом муниципалитета своего города.

### Национально-освободительная борьба
В 1947 году, после своего избрания, создал подпольную организацию, «Организасьон Спесияль» (фр. Organisation Spéciale), целью которой декларировалась вооружённая борьба с Францией за независимость Алжира. Организация стала предшественницей Фронта национального освобождения (ФНО), основанного в 1954 году. 

В 1949 году, с целью получения финансирования борцами за независимость, был ограблен банк в Оране. В 1951 году по этому факту Бен Белла был арестован и приговорён к восьми годам тюремного заключения. Ему удалось бежать из тюрьмы Блида, сначала в Тунис, затем в Египет.
В начале Алжирской войны в 1954 году он находился в Каире, где за два года до этого произошла революция. Он стал одним из девяти членов Революционного Комитета Единства и Действия, возглавлявшего новообразованный ФНО. 

Неоднократно был объектом покушений. В 1956 году он отказался получить посылку, доставленную на такси в его отель в Каире; на отъезде в машине взорвалась бомба, в результате чего погиб водитель. В том же году, когда он находился в своем отеле в Триполи, французский боевик вошел в его комнату и выстрелил, ранив его, но не убив. Затем стрелок был убит охранниками на ливийской границе.
В 1956 году, после того, как его самолёт был перехвачен и посажен во Франции, вместе с четырьмя другими высокопоставленными членами ФНО был арестован и находился в тюрьме до 1962 года. Его арест привёл к отставке министра иностранных дел Франции Алена Савари. Ещё находясь в тюрьме, он был избран вице-премьером временного правительства Алжира. Хотя его родным языком был французский, он выучил арабский, находясь в тюрьме.
Как и большинство арабских националистических деятелей этого времени, Бен Белла был последователем Насера и всячески выступал за тесные связи с Египтом. Благодаря поддержке Пакистаном ФНО, он получил пакистанский дипломатический паспорт, что легитимизировало его зарубежные поездки. После его изгнания из Алжира в 1980-х годах также путешествовал по пакистанскому дипломатическому паспорту.

### В независимом Алжире

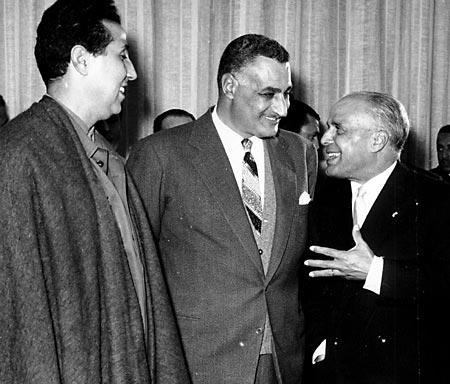
Ахмед Бен Белла (слева) с президентом Египта Гамалем Абделем Насером и президентом Туниса Хабибом Бургибой, 1963 год

После признания Францией независимости Алжира он быстро набрал популярность и в июне 1962 года заявил о своих претензиях на лидерство. Такая позиция первоначально вызвала споры внутри ФНО между его приверженцами и сторонниками премьер-министра Бен Юсефа Бен Хедды, но они быстро завершились из-за растущей поддержки Бен Беллы, прежде всего в армии. К сентябрю он фактически контролировал весь Алжир. После победы на выборах 29 сентября 1962 года он был назначен премьер-министром. 8 октября Алжир стал 109-м членом ООН.
В марте 1963 года он вместе со своими советниками разработал ряд указов о национализации всей земли, ранее принадлежавшей европейцам. Активно использовал свое положение, чтобы добиться одобрения конституции, которая закрепила однопартийное государство и отвергла политический плюрализм. В том же году на безальтернативных выборах был избран президентом Алжира. Вскоре произошёл Алжиро-марокканский пограничный конфликт, не закончившийся победой ни одной из сторон.
После стабилизации страны, он начал всё чаще использовать социалистическую риторику: «Кастро мне брат, Насер — учитель, а Тито для меня образец». В период его правления была осуществлена земельная реформа, выгодная бедным крестьянам, и введена политика «самоуправления» на землях, ранее принадлежащих французам. Он пытался уравновесить различные фракции в алжирском правительстве — армию и ФНО, бывшие партизанские движения, а также государственную бюрократию — и сдвигался всё более и более в сторону авторитарного правления.
Во внешней политике он должен был поддерживать связи с бывшей метрополией — Францией, а также принимать экономическую помощь как от США, так и от Советского Союза, поскольку каждая из этих стран стремилась включить его администрацию в орбиту собственных интересов. В то же время он считал, что Алжир должен стать лидером освободительных движений «Третьего мира» и самого третьего мира. Чтобы укрепить отношения с другими колониями и бывшими колониями, Алжир присоединился к Движению неприсоединения. Были налажены отношения с рядом ведущих стран африканского континента, а также с социалистической Кубой. 

30 апреля 1964 года ему было присвоено звание Героя Советского Союза.
В 1963 году столкнулся с восстанием Фронта социалистических сил, которое к лету 1964 года было подавлено, а лидеры повстанцев во главе с Хосеин Айт Ахмедом — арестованы. Также его не поддержало мусульманское духовенство. Ассоциация алжирских улемов утверждала, что «государственный ислам», которого он хотел достичь, был не основан не на истинных мусульманских ценностях, а являлся попыткой угодить населению.

### Свержение. Арест. Эмиграция
Своим эксцентричным поведением и развитием культа личности он оттолкнул многих бывших сподвижников, и к 1964 году он уделял больше времени внешней политике, чем внутренней. 

В 1965 году был свергнут в ходе военного переворота, организованного военным лидером и своим личным другом Хуари Бумедьеном. Восемь месяцев провел в подземной тюрьме, затем в течение следующих 14 лет прожил под домашним арестом. Однако ему было разрешено вести личную жизнь, и в 1971 году он женился на алжирской журналистке Жоре Селлами. Они стали религиозными мусульманами и удочерили двух девочек — Мехдию и Нурию.
Только в 1980 году, ему, наконец, разрешили выехать во Францию, однако в 1983 году он был выслан и перебрался в Швейцарию. Проживал в течение 10 лет в Лозанне как политический беженец, где в 1984 году основал «Движение за демократию в Алжире», умеренную исламскую оппозиционную партию.

### Возвращение в Алжир
В сентябре 1990 года получил разрешение вернуться в Алжир, в 1991 году возглавил партийный список на парламентских выборах, закончившихся неудачно. В 1997 году «Движение за демократию в Алжире» было запрещено.
В 2003 году был избран президентом Международного движения против вторжения в Ирак. 

В интервью, данных после возвращения в Алжир, он описывает себя как исламиста и миротворца. Хотя он был основателем однопартийного государства, позднее он выступал за демократию в Алжире. 
Бен Белла являлся неоднозначной политической фигурой, но вызывал всеобщее уважение за свою роль в антиколониальной борьбе, а многие арабские интеллектуалы рассматривают его как одного из последних основателей арабского национализма.
В последние годы являлся председателем Совета Старейшин Африканского союза, организации, призванной разрешать и предотвращать конфликты и заниматься посредничеством по поручению комиссии Африканского союза.